# Cincinnati Art Museum
Cincinnati Art Museum – muzeum sztuki w Cincinnati, w Stanach Zjednoczonych.
Muzeum Sztuki w Cincinnati jest jednym z najstarszych muzeów sztuki w Stanach Zjednoczonych. Zostało założone w 1881 roku i było pierwszą taką placówką na zachód od Pensylwanii. W jego zbiorach znajduje się 60 tys. prac eksponowanych w piętnastu kolekcjach na powierzchni 1,7 tys. m².
Budynek muzeum został otwarty w 1886 roku; zaprojektował go architekt James W. McLaughlin. Na przestrzeni kolejnych 120 lat siedziba kilkakrotnie była przebudowywana. W 2003 roku otwarto nowe skrzydło w którym prezentowane są prace stworzone dla miasta Cincinnati i wykonane przez artystów z tego miasta od 1788 roku. Wśród prac znajdują się dzieła m.in. Franka Duvenecka.

## Kolekcja
W muzeum znajdują się prace starych mistrzów europejskich m.in.: Mistrza z San Baudelio, Inglesa, Botticellego, Matteo di Giovanniego, Pretiego, Halsa, Murillia, Rubensa, El Greca, Renoira, Pissarra, Moneta, Picassa. Museum posiada największa kolekcje prac amerykańskich malarzy.